# Lussemburgo ai Giochi della XVII Olimpiade
Il Lussemburgo partecipò ai Giochi della XVII Olimpiade che si sono svolti a Roma dal 25 agosto all'11 settembre 1960, con una delegazione di 52 atleti impegnati in dieci discipline per un totale di 48 competizioni.
Fu la decima partecipazione di questo paese ai Giochi estivi. Non furono conquistate medaglie.